# АВЛ-дерево
АВЛ-дерево — сбалансированное по высоте двоичное дерево поиска: для каждой его вершины высота её двух поддеревьев различается не более чем на 1.
АВЛ — аббревиатура, образованная первыми буквами создателей (советских учёных) Адельсона-Вельского Георгия Максимовича и Ландиса Евгения Михайловича.

## Максимальная высота
Максимальная высота АВЛ-дерева при заданном числе узлов
:
{\displaystyle h\;\leqslant \;\left\lfloor {\frac {\log _{2}(n+a)}{b}}-c\right\rfloor \;\leqslant \;\left\lfloor 1{,}45\log _{2}(n+2)\right\rfloor \;}
где:
{\displaystyle a={\frac {1+{\frac {3}{\sqrt {5}}}}{2}}\approx \;1{,}17082039324994} (округлить вверх),
{\displaystyle b=\log _{2}\left({\frac {1+{\sqrt {5}}}{2}}\right)\approx 0{,}694241913630617} (округлить вниз),
{\displaystyle c=2-{\frac {\log _{2}5}{2b}}\approx \;0{,}327724061815446} (округлить вниз).
Количество возможных высот на практике сильно ограничено (при 32-битной адресации максимальная высота равна 45, при 48-битной — 68), поэтому лучше, возможно, заранее подсчитать все значения минимального количества узлов для каждой высоты с помощью рекуррентной формулы для дерева Фибоначчи:
{\displaystyle n_{0}=0},
{\displaystyle n_{1}=1},
{\displaystyle n_{h}=n_{h-2}+n_{h-1}+1}.
Промежуточные значения количества узлов будут соответствовать предыдущей (меньшей) высоте.

## Балансировка
Относительно АВЛ-дерева балансировкой вершины называется операция, которая в случае разницы высот левого и правого поддеревьев = 2, изменяет связи предок-потомок в поддереве данной вершины так, что разница становится <= 1, иначе ничего не меняет. Указанный результат получается вращениями поддерева данной вершины.
Используются 4 типа вращений:
1.Малое левое вращение

Данное вращение используется тогда, когда разница высот L-поддерева и b-поддерева равна 2 и высота С <= высота R.
2.Большое левое вращение

Данное вращение используется тогда, когда разница высот L-поддерева и b-поддерева равна 2 и высота c-поддерева > высота R.
3.Малое правое вращение

Данное вращение используется тогда, когда разница высот R-поддерева и b-поддерева равна 2 и высота С <= высота L.
4.Большое правое вращение

Данное вращение используется тогда, когда разница высот R-поддерева и b-поддерева равна 2 и высота c-поддерева > высота L.
В каждом случае достаточно просто доказать то, что операция приводит к нужному результату и что полная высота уменьшается не более чем на 1 и не может увеличиться. Также большое вращение это комбинация правого и левого малого вращения. Из-за условия балансированности высота дерева О(log(N)), где N- количество вершин, поэтому добавление элемента требует O(log(N)) операций.

## Алгоритм добавления вершины
Показатель сбалансированности в дальнейшем будем интерпретировать как разность между высотой левого и правого поддерева, а алгоритм будет основаться на типе TAVLTree, описанном выше. Непосредственно при вставке (листу) присваивается нулевой баланс. Процесс включения вершины состоит из трех частей (данный процесс описан Никлаусом Виртом в «Алгоритмы и структуры данных»):
1. Прохода по пути поиска, пока не убедимся, что ключа в дереве нет.
2. Включения новой вершины в дерево и определения результирующих показателей балансировки.
3. «Отступления» назад по пути поиска и проверки в каждой вершине показателя сбалансированности. Если необходимо — балансировка.

Будем возвращать в качестве результата функции, уменьшилась высота дерева или нет.
Предположим, что процесс из левой ветви возвращается к родителю (рекурсия идет назад), тогда возможны три случая:
{ hl — высота левого поддерева, hr — высота правого поддерева }
Включение вершины в левое поддерево приведет к
1. hl < hr: выравняется hl = hr. Ничего делать не нужно.
2. hl = hr: теперь левое поддерево будет больше на единицу, но балансировка пока не требуется.
3. hl > hr: теперь hl — hr = 2, — требуется балансировка.

В третьей ситуации требуется определить балансировку левого поддерева. Если левое поддерево этой вершины (Tree^.left^.left) выше правого (Tree^.left^.right), то требуется большое правое вращение, иначе хватит малого правого.
Аналогичные (симметричные) рассуждения можно привести и для включение в правое поддерево.

## Алгоритм удаления вершины
Для простоты опишем рекурсивный алгоритм удаления.
Если вершина — лист, то удалим её и вызовем балансировку всех её предков в порядке от родителя к корню.
Иначе найдём самую близкую по значению вершину в поддереве наибольшей высоты (правом или левом) и переместим её на место удаляемой вершины, при этом вызвав процедуру её удаления.
Докажем, что данный алгоритм сохраняет балансировку. Для этого докажем по индукции по высоте дерева, что после удаления некоторой вершины из дерева и последующей балансировки высота дерева уменьшается не более, чем на 1. База индукции: Для листа очевидно верно. Шаг индукции: Либо условие балансированности в корне (после удаления корень может измениться) не нарушилось, тогда высота данного дерева не изменилась, либо уменьшилось строго меньшее из поддеревьев => высота до балансировки не изменилась => высота после балансировки уменьшится не более чем на 1.
Очевидно, что в результате указанных действий процедура удаления вызывается не более 3 раз, так как у вершины, удаляемой по второму вызову, нет одного из поддеревьев. Но поиск ближайшего каждый раз требует O(N) операций. Становится очевидной возможность оптимизации: поиск ближайшей вершины может быть выполнен по краю поддерева, что сокращает сложность до O(log(N)).

## Нерекурсивная вставка в АВЛ-дерево сверху вниз
Нерекурсивный алгоритм сложнее рекурсивного.
1. Находится место вставки и вершина, высота которой не изменится при вставке (это вершина, у которой высота левого поддерева не равна высоте правого; будем называть её PrimeNode)
2. Выполняется спуск от PrimeNode до места вставки с изменением балансов
3. Выполняется ребалансировка PrimeNode при наличии переполнения

## Нерекурсивное удаление из АВЛ-дерева сверху вниз
Для реализации удаления будем исходить из того же принципа, что и при вставке: найдём вершину, удаление из которой не приведёт к изменению её высоты. Существует два случая:
1. высота левого поддерева равна высоте правого поддерева (исключая случай, когда у листа нет поддеревьев)
2. высота дерева по направлению движения меньше противоположной(«брат» направления) и баланс «брата» равен 0 (разбор этого варианта довольно сложен, так что пока без доказательства)

Для облегчения понимания приведённый алгоритм не содержит каких-либо оптимизаций. В отличие от рекурсивного алгоритма, найденная удаляемая вершина заменяется значением из левой подветви. Этот алгоритм можно оптимизировать так же, как и рекурсивный (за счёт того, что после нахождения удаляемой вершины известно направление движения):
1. ищем удаляемый элемент и попутно находим нашу замечательную вершину
2. производим изменение балансов, в случае необходимости делаем ребалансировку
3. удаляем наш элемент (в действительности не удаляем, а заменяем его ключ и значение, учёт перестановок вершин будет немного сложнее)

## Расстановка балансов при удалении
Как уже говорилось, если удаляемая вершина — лист, то она удаляется, и обратный обход дерева происходит от родителя удалённого листа. Если не лист — ей находится «замена», и обратный обход дерева происходит от родителя «замены». Непосредственно после удаления элемента — «замена» получает баланс удаляемого узла.
При обратном обходе: если при переходе к родителю пришли слева — баланс увеличивается на 1, если же пришли справа — уменьшается на 1.
Это делается до тех пор, пока при изменении баланса он не станет равным −1 или 1 (обратите внимание на различие с вставкой элемента!): в данном случае такое изменение баланса будет гласить о неизменной дельта-высоте поддеревьев. Повороты происходят по тем же правилам, что и при вставке.

## Расстановка балансов при одинарном повороте
Обозначим:
- «Current» — узел, баланс которого равен −2 или 2: то есть тот, который нужно повернуть (на схеме — элемент a)
- «Pivot» — ось вращения. +2: левый сын Current’а, −2: правый сын Current’а (на схеме — элемент b)

Если поворот осуществляется при вставке элемента, то баланс Pivot’а равен либо 1, либо −1. В таком случае после поворота балансы обоих устанавливаются равными 0. При удалении всё иначе: баланс Pivot’а может стать равным 0 (в этом легко убедиться).
Приведём сводную таблицу зависимости финальных балансов от направления поворота и исходного баланса узла Pivot:
| Направление поворота | Old Pivot.Balance | New Current.Balance | New Pivot.Balance |
| -------------------- | ----------------- | ------------------- | ----------------- |
| Левый или Правый     | -1 или +1         | 0                   | 0                 |
| Правый               | 0                 | -1                  | +1                |
| Левый                | 0                 | +1                  | -1                |

## Расстановка балансов при двойном повороте
Pivot и Current — те же самые, но добавляется третий участник поворота. Обозначим его за «Bottom»: это (при двойном правом повороте) левый сын Pivot’а, а при двойном левом — правый сын Pivot’а.
При данном повороте — Bottom в результате всегда приобретает баланс 0, но от его исходного баланса зависит расстановка балансов для Pivot и Current.
Приведём сводную таблицу зависимости финальных балансов от направления поворота и исходного баланса узла Bottom:
| Направление      | Old Bottom.Balance | New Current.Balance | New Pivot.Balance |
| ---------------- | ------------------ | ------------------- | ----------------- |
| Левый или Правый | 0                  | 0                   | 0                 |
| Правый           | +1                 | 0                   | -1                |
| Правый           | -1                 | +1                  | 0                 |
| Левый            | +1                 | -1                  | 0                 |
| Левый            | -1                 | 0                   | +1                |

## Оценка эффективности
Из формулы, приведённой выше, высота АВЛ-дерева никогда не превысит высоту идеально сбалансированного дерева более, чем на 45 %. Для больших {\displaystyle n} имеет место оценка {\displaystyle 1.04\log _{2}{n}}. Таким образом, выполнение основных операций требует порядка {\displaystyle \log _{2}{n}} сравнений. Экспериментально выяснено, что одна балансировка приходится на каждые 2 включения и на каждые 5 исключений.